# Jinan dvoulaločný v Krnově
Jinan dvoulaločný v Krnově, nazývaný také Ginkgo biloba z Vodní ulice nebo Jinan lékárníka Convalla Spatziera, je solitérní památný strom jinan dvoulaločný (Ginkgo biloba L.), který roste ve vnitrobloku Vodní ulice v části Pod Bezručovým vrchem města Krnov v okrese Bruntál. Geograficky se nachází v mezoregionu Zlatohorská vrchovina v Horním Slezsku v Moravskoslezském kraji.

## Historie a popis
Podle údajů z roku 2016:
| Výška stromu:                 | 20 m                                                                                                |
| Obvod kmene ve výčetní výšce: | 2,67 m                                                                                              |
| Ochranné pásmo:               | vyhlášeno                                                                                           |
| Datum prvního vyhlášení:      | 5. září 2016                                                                                        |
| Vysazeno:                     | v roce 1901 krnovským lékárníkem, cestovatelem. sběratelem a místním politikem Convallem Spatzierem |

Convall Spatzier (1847-1903) přivezl semeno stromu z Číny, kam dorazil na své cestě kolem světa v roce 1899 v bouřlivé době Boxerského povstání, tj. době kdy zradikalizovaní čínští rolníci vyháněli kolonizátory a všechny cizince nazývali ďábly z moře.
Jinan dvoulaločný se vyznačuje mimořádnou odolností vůči klimatickým změnám a přírodním živlům, včetně ohně. Zajímavostí je, že několik z nich dokonce přežilo i výbuch atomových bomb v Japonsku. Jeho přírodní populace je malá a tak je zařazen v Červeném seznamu IUCN k ohroženým druhům. Nicméně, jinan dvoulaločný v Krnově byl téměř pokácen v 80. letech 20. století, kdy byl omylem pokládán za hrušeň.

## Další informace
Strom je v dobrém stavu a je celoročně volně přístupný. U stromu jsou umístěny 2 informační panely.

## Galerie

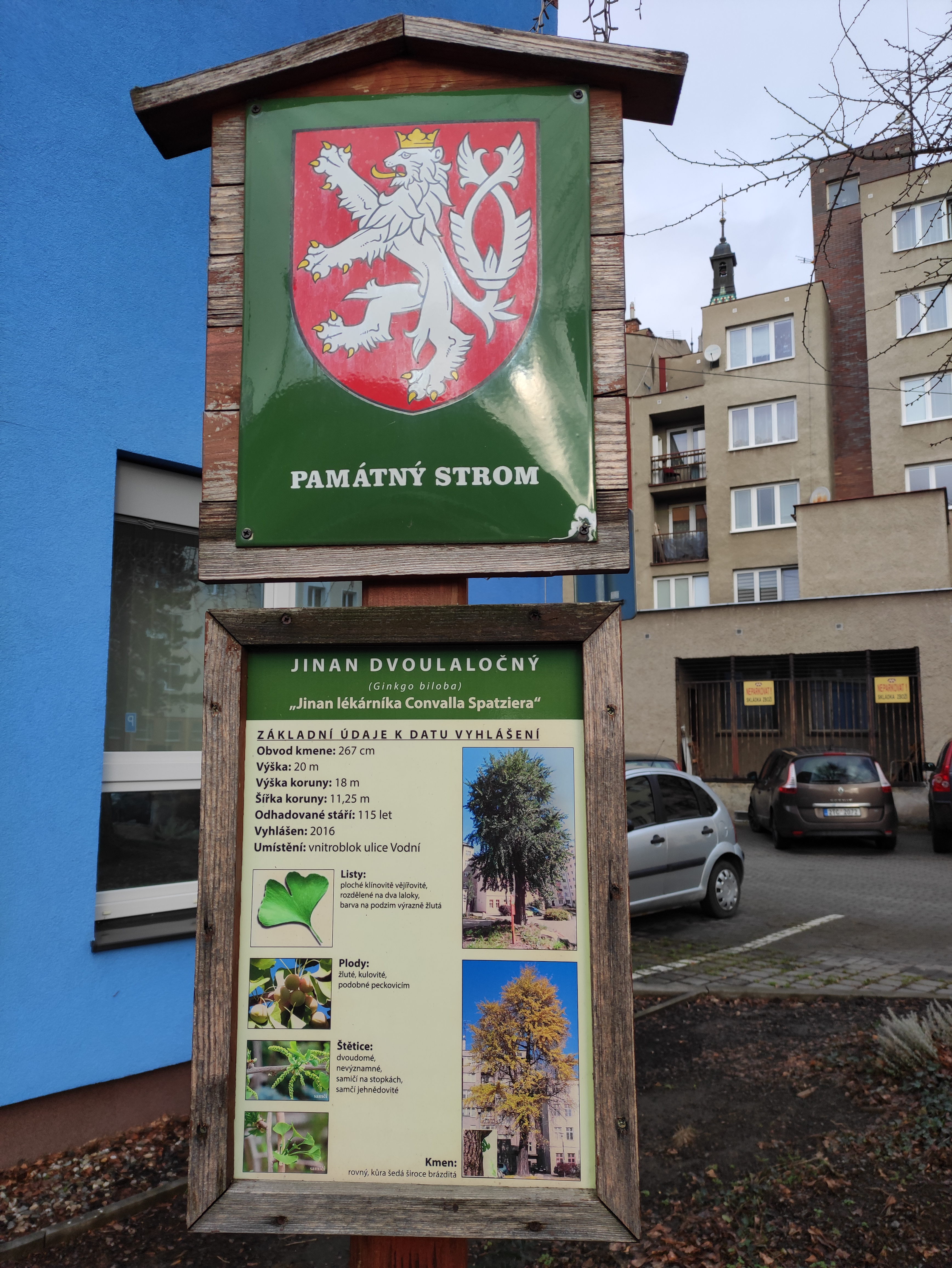
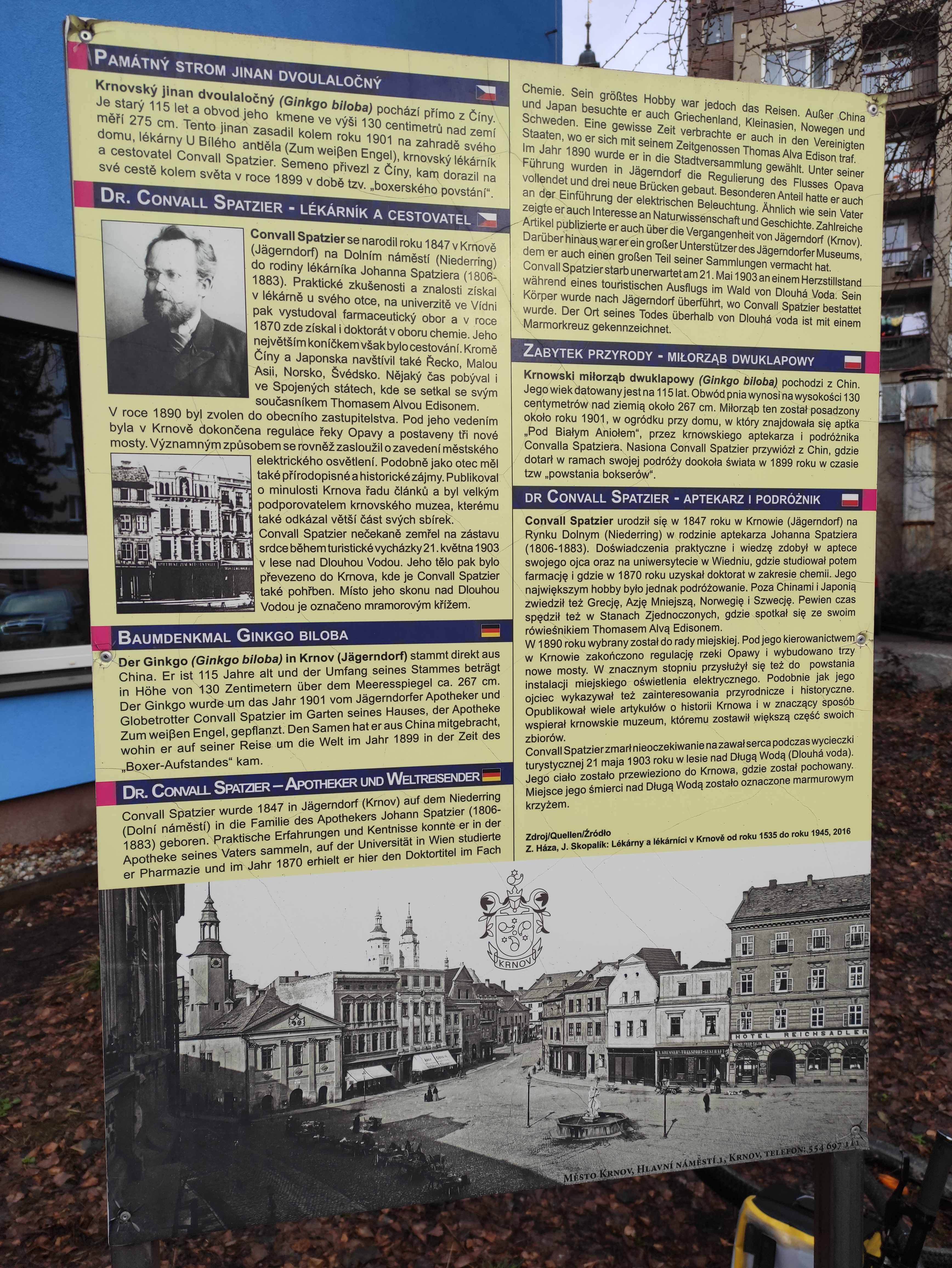